# Molophilus multilobatus
Molophilus multilobatus är en tvåvingeart som beskrevs av Evgenyi Nikolayevich Savchenko 1976. Molophilus multilobatus ingår i släktet Molophilus och familjen småharkrankar. Inga underarter finns listade i Catalogue of Life.